# Julius August Döpfner
Julius August Döpfner (26 de agosto de 1913 - 24 de julho de 1976) foi um cardeal alemão da Igreja Católica Romana que serviu como arcebispo de Munique e Freising de 1961 até sua morte, e foi elevado ao cardinalato em 1958.

## Biografia

### Início da vida e ordenação
Julius Döpfner nasceu em Hausen (hoje parte de Bad Kissingen) a Julius Matthäus e Maria Döpfner. Ele foi batizado dois dias depois, em 28 de agosto. Döpfner tinha uma irmã, Maria, e dois irmãos, Paul e Otto. Entrando no ginásio de corrida agostiniano em Münnerstadt em 1924, ele mais tarde frequentou o Seminário de Würzburg e o Pontifício Colégio Alemão-Húngaro em Roma. Döpfner foi ordenado ao sacerdócio pelo arcebispo Luigi Traglia em 29 de outubro de 1939, e em seguida, terminou seus estudos na Pontifícia Universidade Gregoriana, de onde obteve um doutorado em teologia em 1941, escrevendo sua dissertação sobre o cardeal John Henry Newman. Ele trabalhou como capelão em Großwallstadt até 1944.

### Bispo
Em 11 de agosto de 1948, Döpfner foi nomeado bispo de Würzburg pelo Papa Pio XII. Ele recebeu sua consagração episcopal em 14 de outubro do arcebispo Joseph Kolb, com os bispos Joseph Schröffer e Arthur Landgraf servindo como co-consagradores . Arcebispo e Cardeal
Foi nomeado Bispo de Berlim em 15 de janeiro de 1957 e tornou-se o mais jovem membro do Colégio de Cardeais quando foi criado o Cardeal-Sacerdote de Santa Maria della Scala (vice-pró hac) pelo Papa João XXIII no Consistório de 15 de dezembro de 1958.
Promovido a Arcebispo de Munique e Frisinga em 3 de julho de 1961, Döpfner participou do Concílio Vaticano II (1962-1965) e fez parte do seu Conselho de Presidência. Com o cardeal Raúl Silva Henríquez, ele ajudou o cardeal Léon-Etienne Duval a entregar uma das mensagens finais do Conselho em 8 de dezembro de 1965.
O prelado alemão foi um dos cardeais eleitores do Conclave de 1963, que selecionou o Papa Paulo VI.
De 1965 a 1976, Döpfner foi presidente da Conferência dos Bispos da Alemanha e, portanto, porta-voz da Igreja Católica na Alemanha. Ele era frequentemente descrito como papável, mas morreu aos 62 anos na residência arquiepiscopal de Munique.

## Visualizações

### Reforma da Igreja
O cardeal, que era considerado liberal em suas posições, criticou as "formas antiquadas" da Igreja e suas "idéias, formas e possibilidades de resistência às quais talvez o futuro pertença, e muitas vezes consideramos impossível que que finalmente se manifestará como uma forma legítima de cristianismo ".

### Controle de natalidade
Ele estava profundamente envolvido com a questão do controle de natalidade, atuando como co-vice na comissão do Vaticano para estudar os temas de casamento, família e regulação do nascimento.

### Ecumenismo
Ele também apoiou o ecumenismo.

## Link Externo
- Cardinals of the Holy Roman Church profile